# Александров, Игорь Викторович
Игорь Викторович Александров (23 октября 1952, Республика Тува — 2 декабря 2018) — советский и российский юрист, специалист по выявлению и расследованию экономических и налоговых преступлений; выпускник Красноярского государственного университета (1975); доктор юридических наук (2003) и профессор КГУ (2004); профессор и заведующий кафедрой (2012—2018) криминалистики на юридическом факультете МГУ; заслуженный юрист РФ (2003). Почётный житель города Красноярск (2005).

## Биография
Игорь Александров родился 23 октября 1952 года в Тувинской автономной области СССР; в 1975 году он окончил юридический факультет Красноярского государственного университета (сегодня — Сибирский федеральный университет). Затем, в период с 1975 по 1982 год, он являлся следователем районной прокуратуры Красноярского края: позднее стал старшим следователем и следователем по особо важным делам той же прокуратуры. Кроме того он являлся заведующим криминалистической лабораторией, относившейся к юридическому факультету Красноярского университета.
В 1985 году Александров завершил обучение в очной аспирантуре Свердловского юридического института (сегодня — Уральский государственный юридический университет) и досрочно защитил кандидатскую диссертацию на тему «Криминалистическая характеристика и особенности расследования мошеннических посягательств на личную собственность граждан». С том же году на начал преподавать в Красноярском университете: до 2008 года он занимал позиции старшего преподавателя, доцента и профессора на кафедре криминалистики; кроме того, он был заместителем декана и деканом всего юридического факультета, а также — проректором по гуманитарному образованию и правовым вопросам Красноярского университета.
В 2003 году Александров успешно защитил докторскую диссертацию на тему «Теоретические и практические проблемы расследования налоговых преступлений» — стал доктором юридических наук. В том же году он стал заслуженным юристом России, а в следующем году — был избран профессором. Переехал в Москву; в период 2008 по 2012 год Александров состоял профессором на кафедре криминалистики юридического факультета МГУ имени М. В. Ломоносова и являлся заместителя декана по учебной работе. В 2012 году занял пост заведующего кафедрой криминалистики; читал лекции по криминалистике и специальный курс по расследованию экономических и налоговых преступлений; кроме того, он являлся руководителем магистерской программы кафедры. Член ученого совета юрфака МГУ.
Александров был награждён почетными знаками от Следственного комитета России «За содействие» и «За отличие»; кроме того он имел медаль МВД России и являлся лауреатом премии «Научная школа». Состоял заместителем председателя диссертационного совета МГУ по защите как докторских, так и кандидатских диссертаций; входил в состав редакционно-издательских советов, ответственных за издание научных сборников, рекомендованных ВАК РФ. Скончался 2 декабря 2018 года.

## Работы
Игорь Александров специализировался на тактике и методике расследования экономических, служебных и должностных преступлений; он также занимался проблемами коррупции и вопросами использования криминалистических знаний в правоприменении. Автор и соавтор более двух сотен научных и учебно-методических работ, включая девять монографий: в частности он был автором, соавтором и ответственным редактором учебников по криминалистике. Александров «исследовал уголовно-правовую характеристику, криминалистическую характеристику налоговых преступлений, её структуру и содержание, способы совершения налоговых преступлений, субъекта налогового преступления, личность преступника… поставил вопрос о создании целостной криминалистической концепции взглядов на налоговую преступность»:
- «Уклонение от уплаты налогов: Основы криминалистической характеристики» (2011)
- «Налоговое расследование: основы криминалистической методики» (2012)
- «Электронные носители информации в криминалистике» (соавт., 2017)
- «Криминалистика» (соавт., 2014)
- «Криминалистика: тактика и методика» (2016)
- «Расследование налоговых преступлений» (2017)
- «Расследование налоговых преступлений» (2002)
- «Криминалистическая методика» (2014)
- «Криминалистическая техника» (соавт., 2015)
- «Криминалистика: тактика и методика. Задачник» (2015)